# Felix Övermann
Felix Övermann (Osnabrück, 23 de marzo de 1985) es un deportista alemán que compitió en remo. Ganó dos medallas en el Campeonato Mundial de Remo, en los años 2008 y 2009.

## Palmarés internacional
| Campeonato Mundial | Campeonato Mundial   | Campeonato Mundial | Campeonato Mundial  |
| Año                | Lugar                | Medalla            | Prueba              |
| ------------------ | -------------------- | ------------------ | ------------------- |
| 2008               | Ottensheim (Austria) | Medalla de bronce  | Cuatro scull ligero |
| 2009               | Poznań (Polonia)     | Medalla de plata   | Cuatro scull ligero |